# 5차 콜레라 범유행

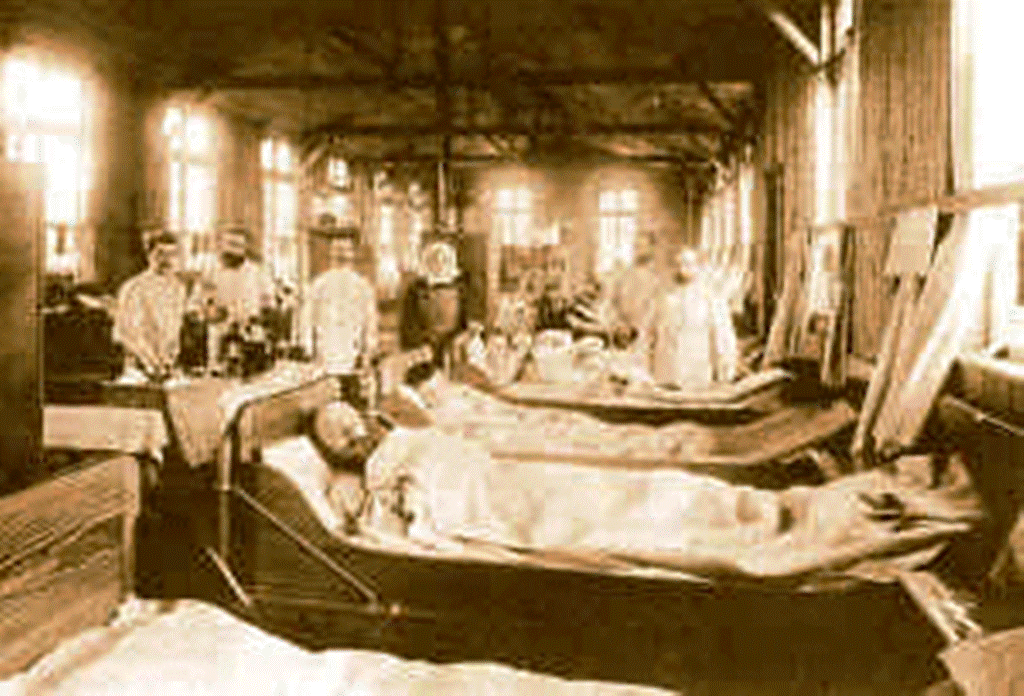
1892년 독일 함부르크 콜레라발병

5차 콜레라 범유행(1881-1896)는 콜레라 범유행으로 다섯번째 국제적인 유행이었다. 아시아와 아프리카 전역에 퍼졌고, 프랑스, 독일, 러시아 및 남미 지역에까지 발병했다. 독일 함부르크에서 1892년에 발생한 유행이 유럽에서는 유일한 큰 발병이었다. 함부르크에서만 약 8,600명이 사망했다. 많은 주민들이 도시 정부에 전염병에 대한 관리를 철저히 해 줄 것을 주장했지만, 함부르크 시는 크게 변하지 않고, 관행적으로 업무를 진행하여, 1893년 콜레라 폭동이 발생하기도 했다.

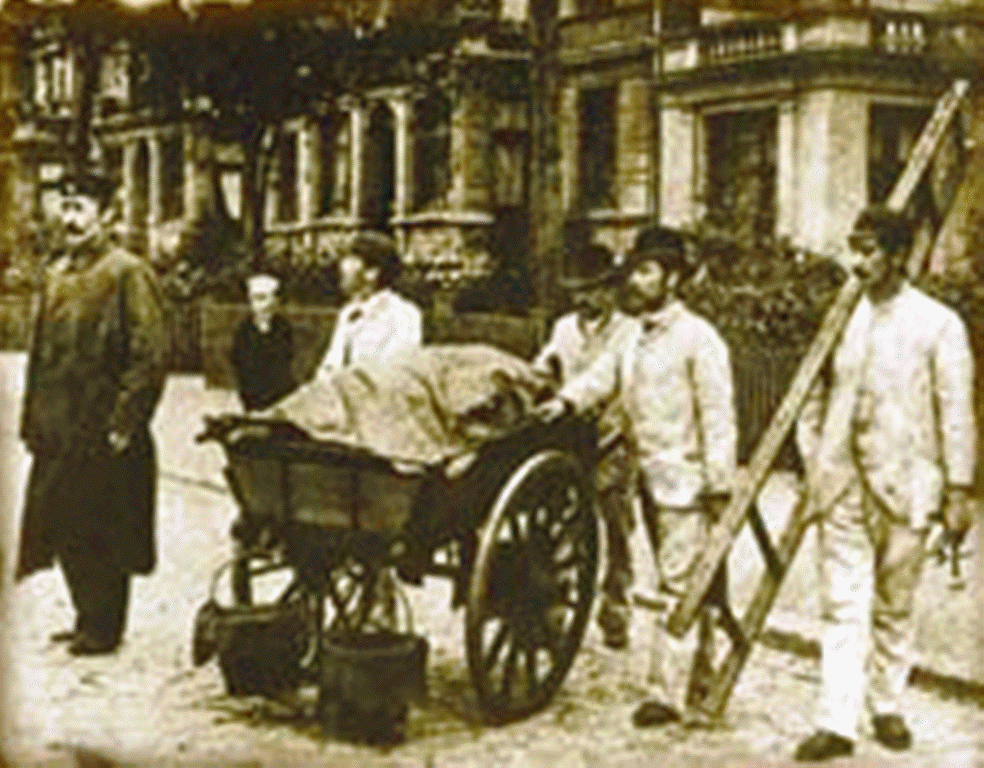
1892년 독일 함부르크 콜로라 바이러스 방역팀범유ㅎ

교황 레오 13세는 바티칸 내에서 로마 근방의 고통받는 주민들을 위해 호스피스를 건설해서 주민들이 입원해서 생활할 수 있도록 조치했다.

## 과학적 논쟁

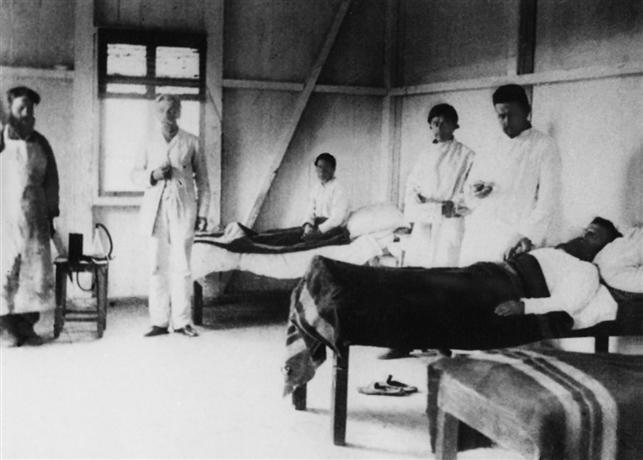
1892 쿠

전염병이 유행하는 동안 로버트 코치는 콜레라균 분리하고, 콜레라 균이 어떻게 질병을 일으켰는지 설명하기 위해 가설을 세워서 확인시켰다. 코치의 작업은 질병의 세균 이론을 확립하는데 중요한 역할을 했다.
5차 콜레라 범유행 발발 이전에 의사들은 이 질병이 오물과 부패의 산물에 직접 노출되어야 발생한다고 생각했다. 하지만, 코치는 이 질병이 구체적으로 오염된 물 공급을 포함해서 감염된 사람의 대변에 노출되어 전염되었음을 확인했다.

## 마크 트웨인(Mark Twain)
마크 트웨인은 여행을 좋아했는데, 콜레라가 발생했을 때 함부르크를 방문했다. "1891-1892"라는 작품에서 그의 경험을 설명했다. 그 곳에서 콜레라 사건에 대한 경험을 설명했다. 그 곳에서 그는 콜레라 사건, 특히 총 사망자 수에 관하여 함부르크 신문에 정보가 부족하다는 것을 지적하였다. 그는 또한 많은 사람들이 "집에서 잘 있다가 페스트가 걸린 곳으로 끌려 왔다." 그곳에서 "많은 좋은 사람들이 알 수 없이 죽고 묻혔다"고 표현했다. 마크 트웨인은 많은 사람들이 콜레라에 대한 인식이 부족하다며 애도했고, 미국이 특히 더 인식이 부족하다는 것에 대하여 언급했다.

## 같이 보기
- 1차 콜레라 범유행
- 2차 콜레라 범유행
- 3차 콜레라 범유행
- 4차 콜레라 범유행
- 6차 콜레라 범유행
- 7차 콜레라 범유행
- 범유행
- 콜레라
- 콜레라 폭동